# Vaillac
Vaillac foi uma antiga comuna francesa na região administrativa de Occitânia, no departamento de Lot. Estendia-se por uma área de 13,68 km². Em 2010 a comuna tinha 96 habitantes (densidade: 7 hab./km²).
Em 1 de janeiro de 2016, ela foi incorporada ao território da nova comuna de Cœur-de-Causse.